# Zubova Poljana
Zubova Poljana (oroszul: Зубова Поляна) város Oroszországban, Mordvinföldön, a Zubova Poljana-i járás székhelye.  
Lakossága: 10 338 fő (a 2010. évi népszámláláskor).

## Fekvése
Mordvinföld délnyugati részén, Szaranszktól 201 km-re, a Parca folyó partján terül el. Vasútállomás a Rjazany–Ruzajevka–Szaranszk vasúti fővonalon. A településen át vezet a Moszkva–Szamara M5-ös „Urál” főút, mely közvetlen összeköttetést biztosít Moszkvával (400 km), Rjazannyal (200 km), Penzával (180 km) és más nagyvárosokkal.

## Története
Nevének első része a helység első birtokosai, a Zubov család nevének átvétele; második része („poljana” jelentése 'erdei tisztás') a természeti környezetre utal, ahol keletkezett. 
Először 1680-ban említi írott forrás. 1829-ben a Sack–Szpasszk kocsiút egyik postaállomása volt. Az apró település a vasútvonal építése (1893–1898) után kezdett növekedni. 1904-ben egy földbirtokos vasöntödét alapított, de az csak néhány évig állt fenn. Az 1906-ban létesített fűrészüzem 1923-ban leégett. A falu lakosai famegmunkálással, méhészkedéssel foglalkoztak. 
1959-ben lett városi jellegű település. Legjelentősebb vállalatát, a rádióalkatrész gyárat 1962-ben alapították. 1995-ben privatizálták, Ragyiogyetal néven részvénytársasággá alakították.